# 富春丽
富春丽（1973年—），新疆察布查尔人，锡伯族，中华人民共和国政治人物、第十二届全国人民代表大会新疆地区代表。
毕业于新疆师范大学中国古代文学专业。加入中国共产党。担任新疆维吾尔自治区察布查尔锡伯自治县第一中学党支部书记。2008年起担任全国人大代表。2013年，担任全国人大代表。